# Magma resztkowa
Magma resztkowa – magma będąca ostatnim stadium krystalizacji magm pochodnych. Jest to pozostałość po krystalizacji głównych skał magmowych w komorze magmowej, wzbogacony w składniki lotne jak F, B, Cl oraz w pierwiastki niekompatybilne (niedopasowane), które nie wchodzą w skład minerałów skałotwórczych np.: B, Zn, Hf, Be, Th, U, Ta, Nb, Mo, Ga, Sn, Ti, Ge, Zn, Cu. Z magm resztkowych krystalizują między innymi pegmatyty.